# コネクション マフィアたちの法廷
『コネクション マフィアたちの法廷』（原題：Find Me Guilty）は、2006年制作のアメリカ合衆国の映画。
1987年から88年の21カ月間におよび、アメリカ史上最長の刑事裁判として歴史に残る、アメリカを代表するマフィアの一つルッケーゼ一家を裁いた裁判のうち、ジャコモ・“ジャッキー・ディー”・ディノーシオの裁判を描く。シドニー・ルメット監督、ヴィン・ディーゼル主演。

## あらすじ
ニュージャージーを拠点とするマフィア・ルッケーゼ一家の一員、ジャコモ・“ジャッキー・ディー”・ディノーシオは、麻薬取引の現場を押さえられ、起訴される。
検察は彼に懲役30年を求刑するが、担当検事のキーニーは仲間の犯罪を証言すれば刑期を短くしてやると持ちかける。だが、ファミリーへの忠誠を誓うジャッキーはこれを断固拒否。
さらに彼は自身の裁判で弁護士を立てず、自分自身で弁護を行うという大胆な行動に出る。

## キャスト
※括弧内は日本語吹替。
- ジャッキー・ディノーシオ：ヴィン・ディーゼル
- ベン・クランディス弁護士：ピーター・ディンクレイジ（中尾智）
- ショーン・キーニー検事：ライナス・ローチ
- ファインスタイン判事：ロン・シルヴァー（龍波しゅういち）
- ベラ・ディノーシオ：アナベラ・シオラ（野々山恵梨）
- ニック・カラブレーゼ：アレックス・ロッコ
- マイケル・ケリー：テリー・セルピコ